# Богомолкова скарида
Богомолковите скариди (Odontodactylus scyllarus) са вид висши ракообразни от семейство Odontodactylidae.
Таксонът е описан за пръв път от Карл Линей през 1758 година.